# Basilique Sainte-Crispine
La basilique Sainte-Crispine de Tébessa, est une église chrétienne du IVe siècle. Elle est bâtie sur des souterrains qui servirent de cimetière en particulier de Gaudentia. Elle se trouve à une cinquantaine de mètres à l'extérieur de l'enceinte de la ville Theveste et est protégée par un rempart. La première découverte de ces ruines remonte à la période de l’occupation française de l'Algérie en 1944 avec la découverte de tombes, de lieux de culte et d’ouvertures d’aération,.

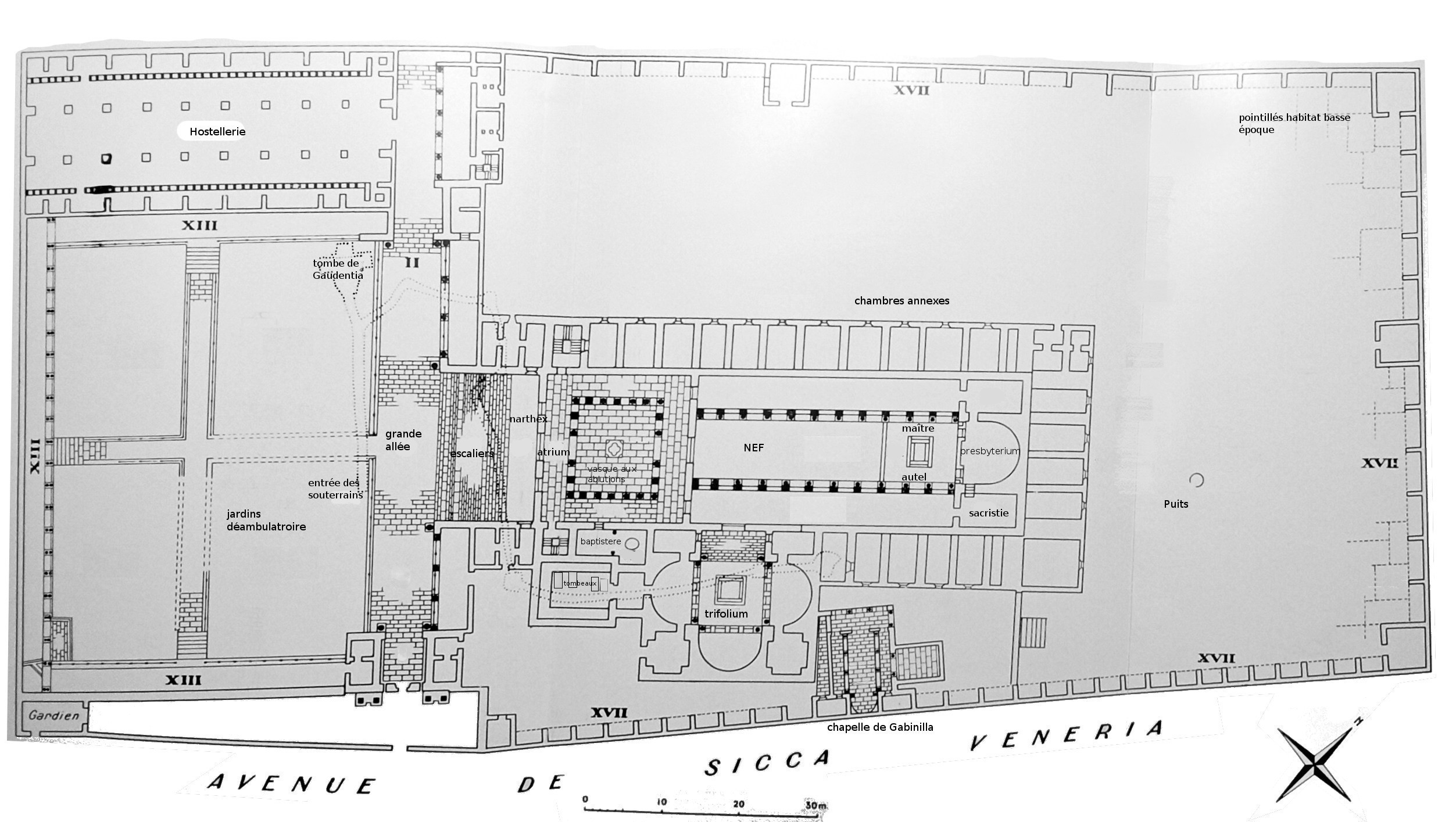
Plan du complexe basilical.

## Histoire

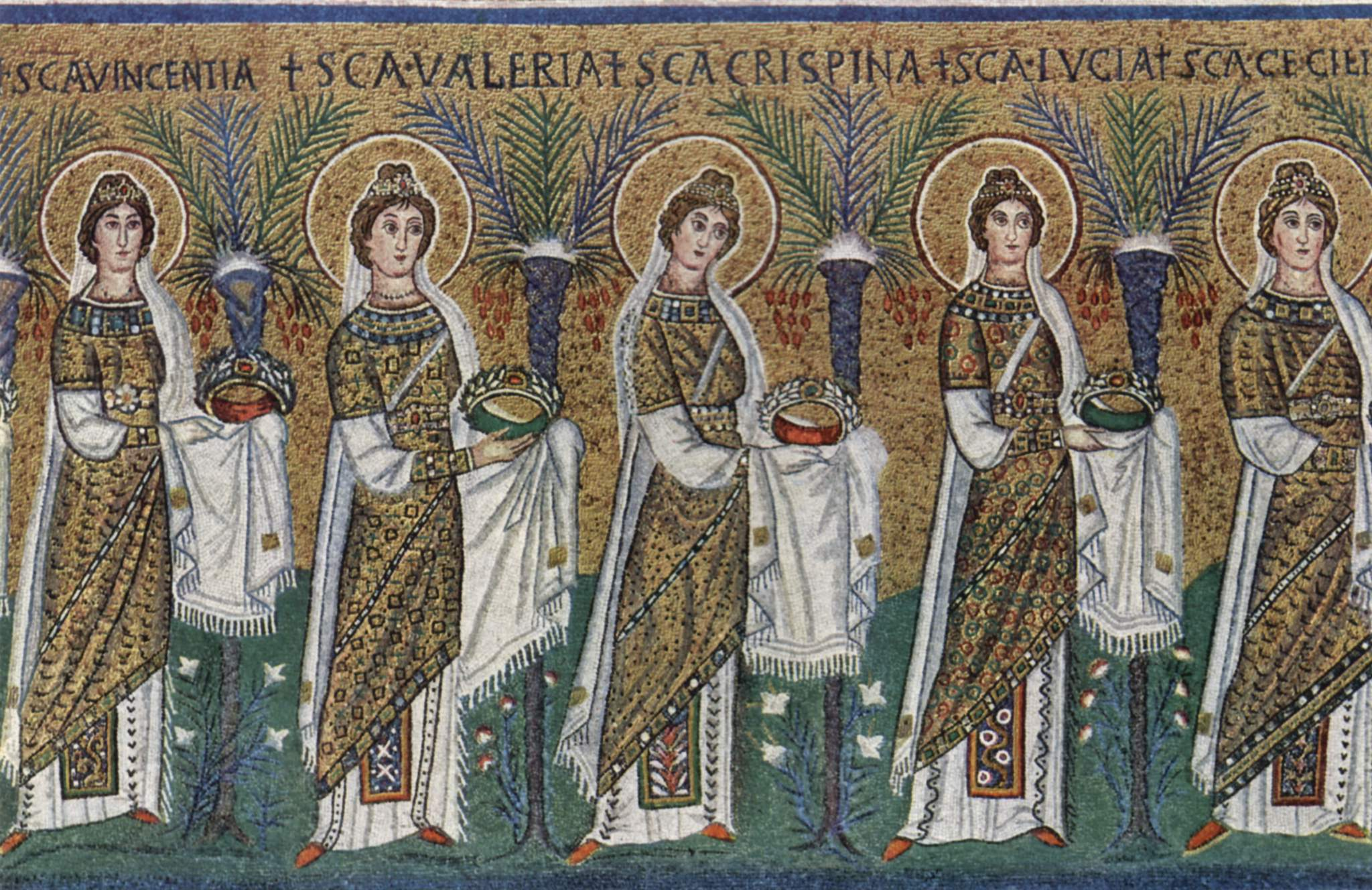
Sainte Crispine (au milieu), mosaïque la "procession des vierges" à la basilique de Ravenne, Italie.

Albert Ballu propose que l'ensemble basilical, semblable à la description faite par Albert Lenoir dans son Architecture monastique, TII de la perpetua restituta de Carthage et y faisait donc le siège des évêques de Tébessa : Lucius cité en 255, Romulus en 349, Urbicus en 411 et Felix en 484 parmi les évêques qui assistèrent à des conciles de Carthage.
Selon l'historien René Cagnat, le site est décrit comme étant l’un des plus beaux spécimens de l’architecture religieuse en Afrique. La basilique fût édifiée en 313 sur le lieu où Crispina (Crispine de Théveste en français), une femme berbère fut décapitée par les Romains. D’après Augustin d'Hippone, c’est lors de la persécution du christianisme de Dioclétien (connue sous la Persécution de Dioclétien), un décret parut en 304 prescrivant à tous les habitants de « sacrifier et faire des libations aux dieux romains », sous peine de mort en cas de refus. Et c'est la cas de Crispine, une femme mariée et mère de plusieurs enfants issue d’une famille sénatoriale. Native de Thagora, aujourd’hui Taoura dans la Wilaya de Souk Ahras, elle fut arrêtée et interrogée par le proconsul Caius Annius Anullinus. Celui-ci lui demanda de sacrifier aux dieux romains. N'ayant dans la cœur que le seul Dieu vivant, elle refusa l'ordre, et le proconsul la condamna à mort par décapitation d'un coup d’épée le 5 décembre 304.

## Description
L'entrée se fait par un portail donnant sur la rue Sbiki Mohamed, puis par une allée où à droite se trouve l'église dont l'accès se fait par une volée de marches. Sur la gauche se déploie un ensemble de jardins qui sont séparés par une déambulatoire en croix. En continuant l'allée se trouve sur la gauche l'hostellerie et l'autre côté de l'allée un complexe de chambres ou d'habitations qui sont accolés au mur extérieur et de l'église. Il délimite une vaste cour. Un ajout tardif voit l'ajout de bâtisses qui prennent sur la cour, elle recèle aussi un puits.
Le long du mur sud de l'église et dans l'espace allant jusqu'au rempart se trouve la maison du Trifolium et une chapelle à Gabinilla, cette dernière étant en dessous du niveau de l'église. Celia Domitia Gabinilla vixit et regnavit annis XXXVIII et l'inscription en mosaïque relevée dans la chapelle.

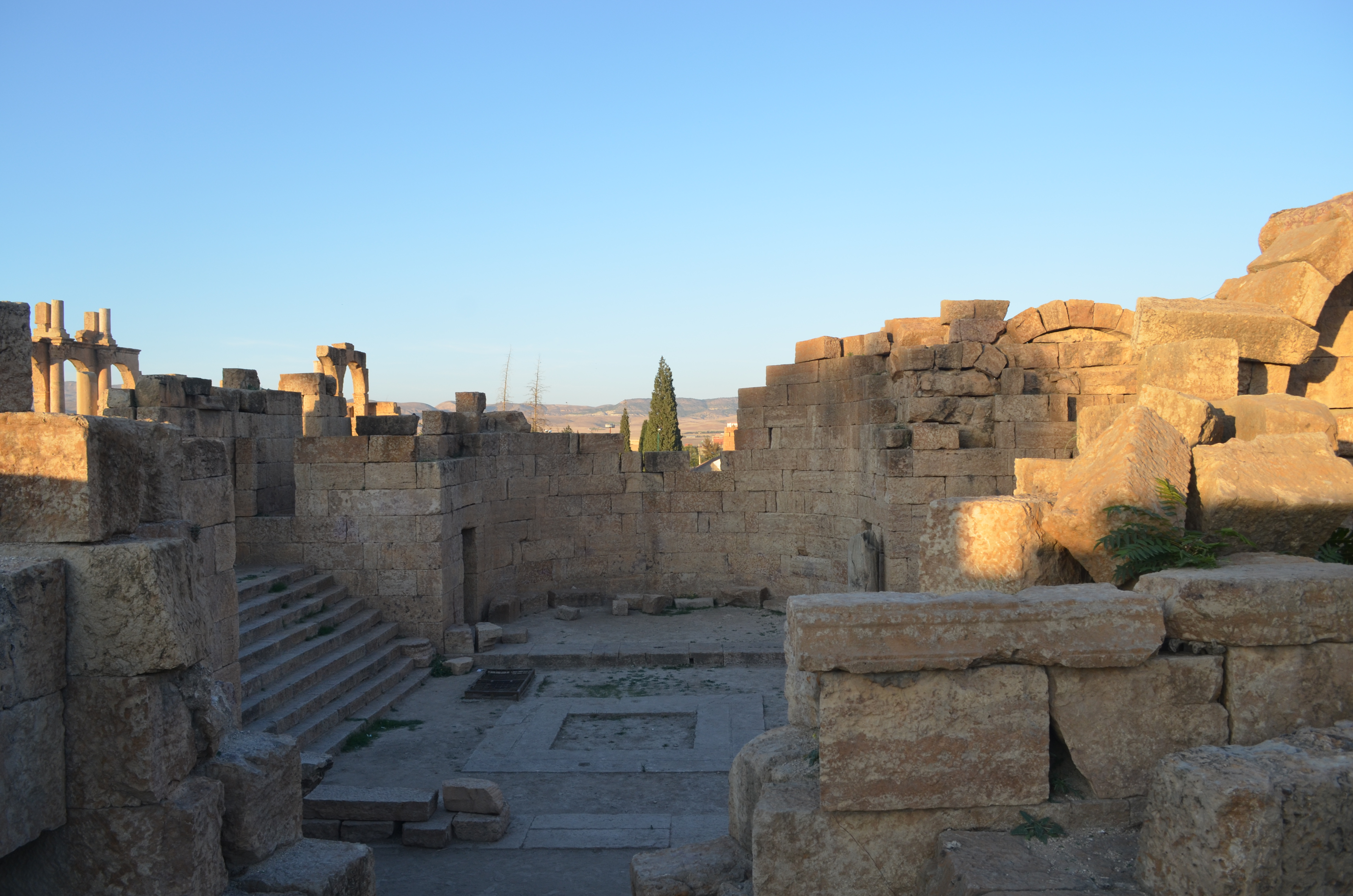
Trifolium.

En 1944, des fouilles mirent au jour la crypte de Gaudentia située sous les jardins, l'Arcosolium avait deux tombeaux.

### L'église
Elle est bâtie en hauteur par rapport au terrain, on y accède par une volée de marches depuis l'allée principale. Elle fait quarante-six mètres par vingt-deux. Un grand porche s'ouvre après un narthex et donne sur un atrium qui fait toute la largeur du bâtiment. Atrium qui possède une colonnade double alternant piliers carrés et cylindriques et un point d'eau en son centre. Dans cet atrium furent aussi découverts des pierres de réemploi, mur et colonnes de monuments romains. La nef à onze arches et deux bas-côtés et un maître autel légèrement surélevé. Elle se finit par un presbyterium en cul de four et deux salles rectangulaires. Les colonnes de la nef sont cylindriques alors que celles des bas-côtés sont à base carrée. Elle est entourée au nord et à l'est par des habitations dans une cour plus basse et au sud par un baptistère, un trifolium et une chapelle. Dans cella trichora fut trouvé en 1868 un sarcophage de marbre dont un face portait trois figures grossièrement sculpté et le couvercle l'inscription Constatinum, l'abside nord avait une mosaïque dite à l'enfant. Une salle avec quatre tombes se trouve au sud du baptistère et donnant dans le trifolium, les tombes avaient un dallage en mosaïque qui les recouvraient.

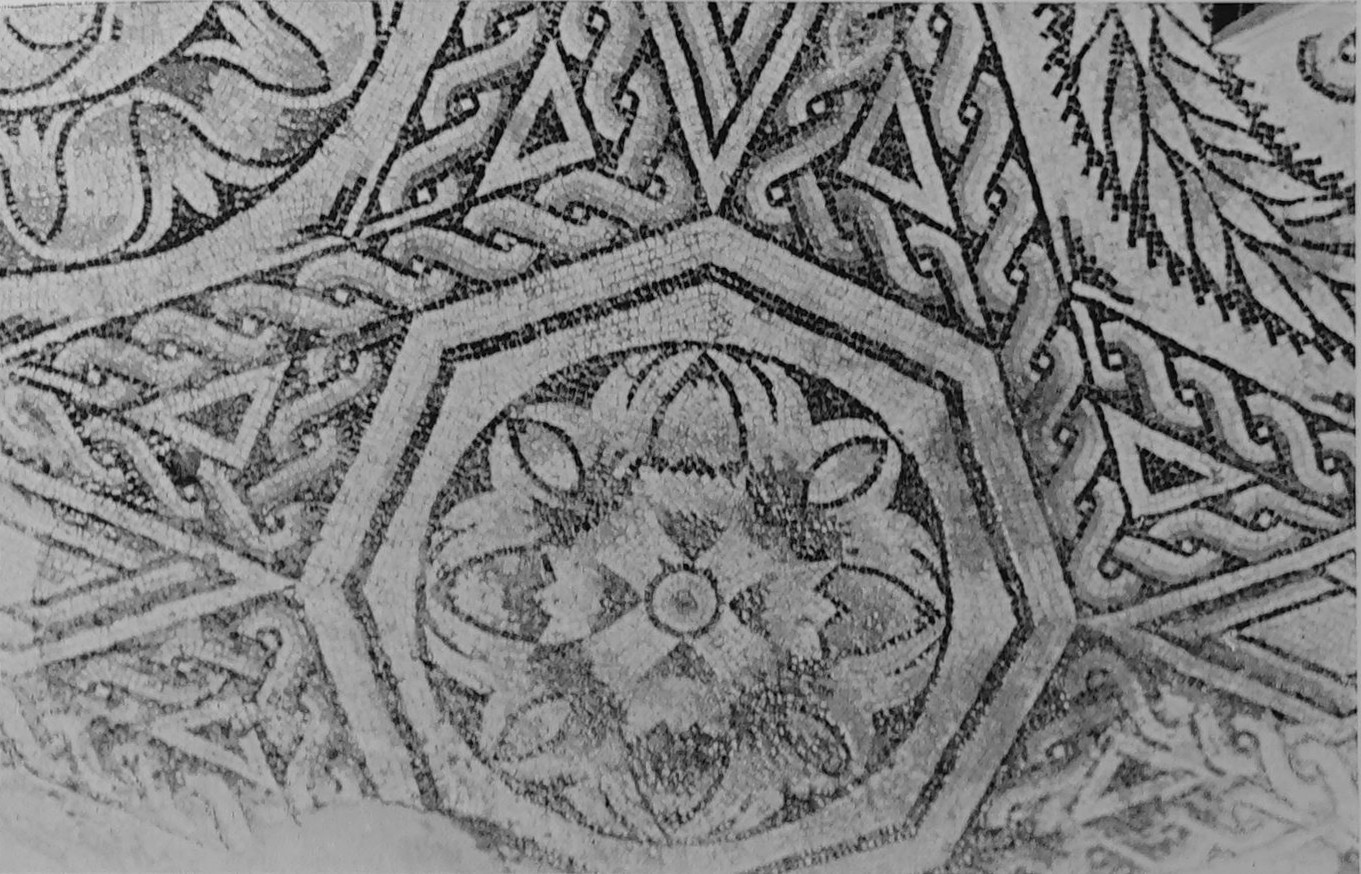
Mosaïque de l'atrium.
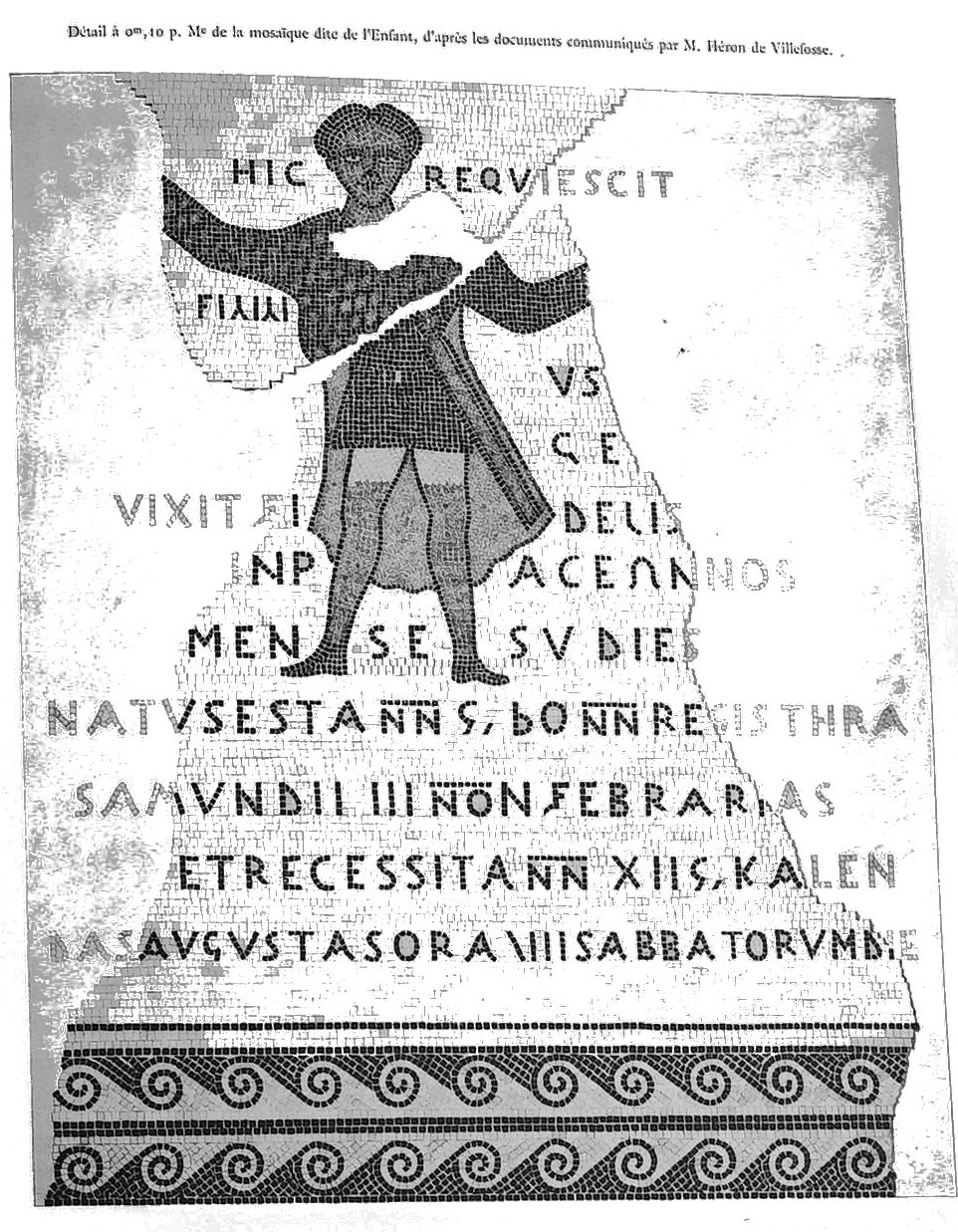
Mosaïque du trifolium.
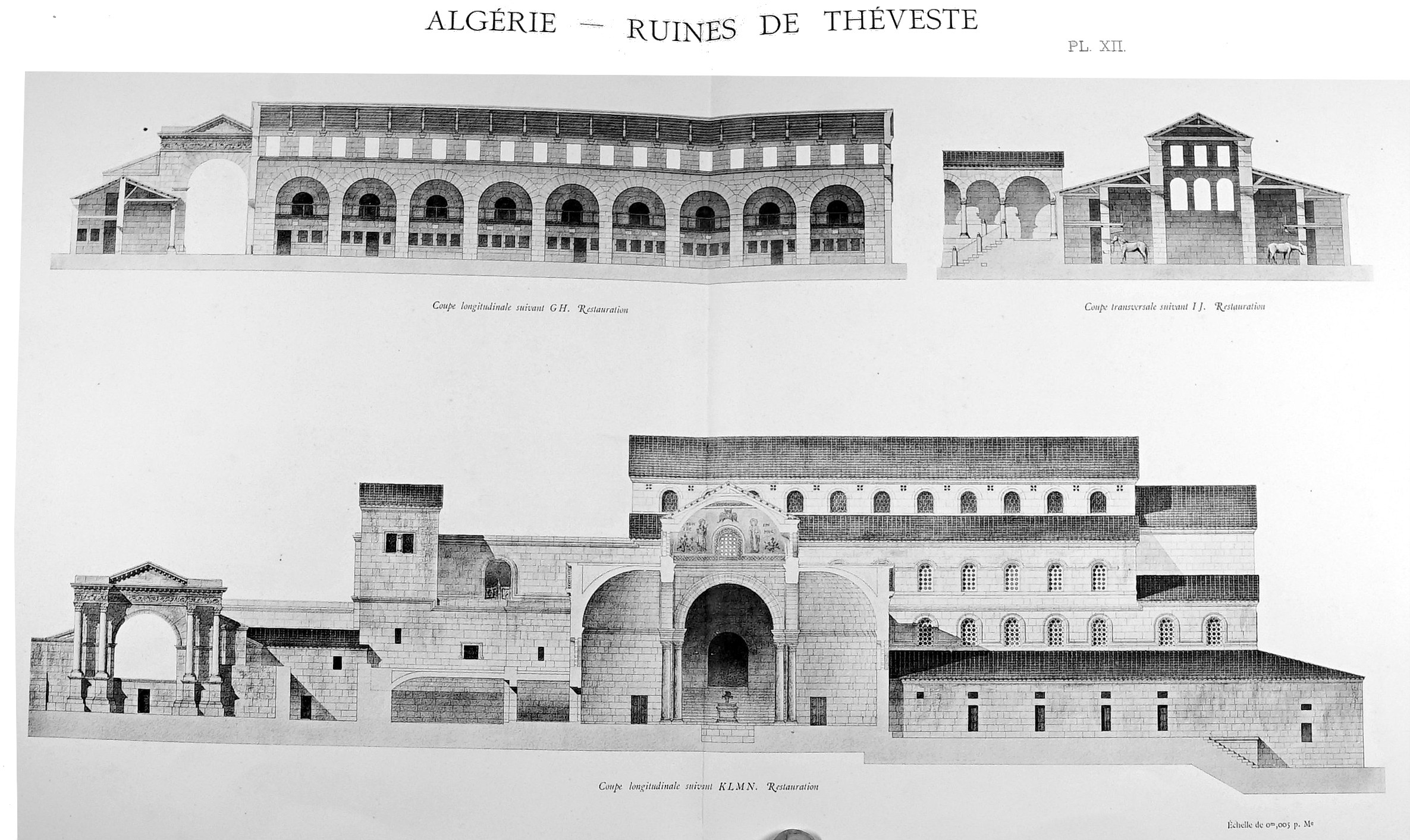
Reconstitution par Albert Ballu.
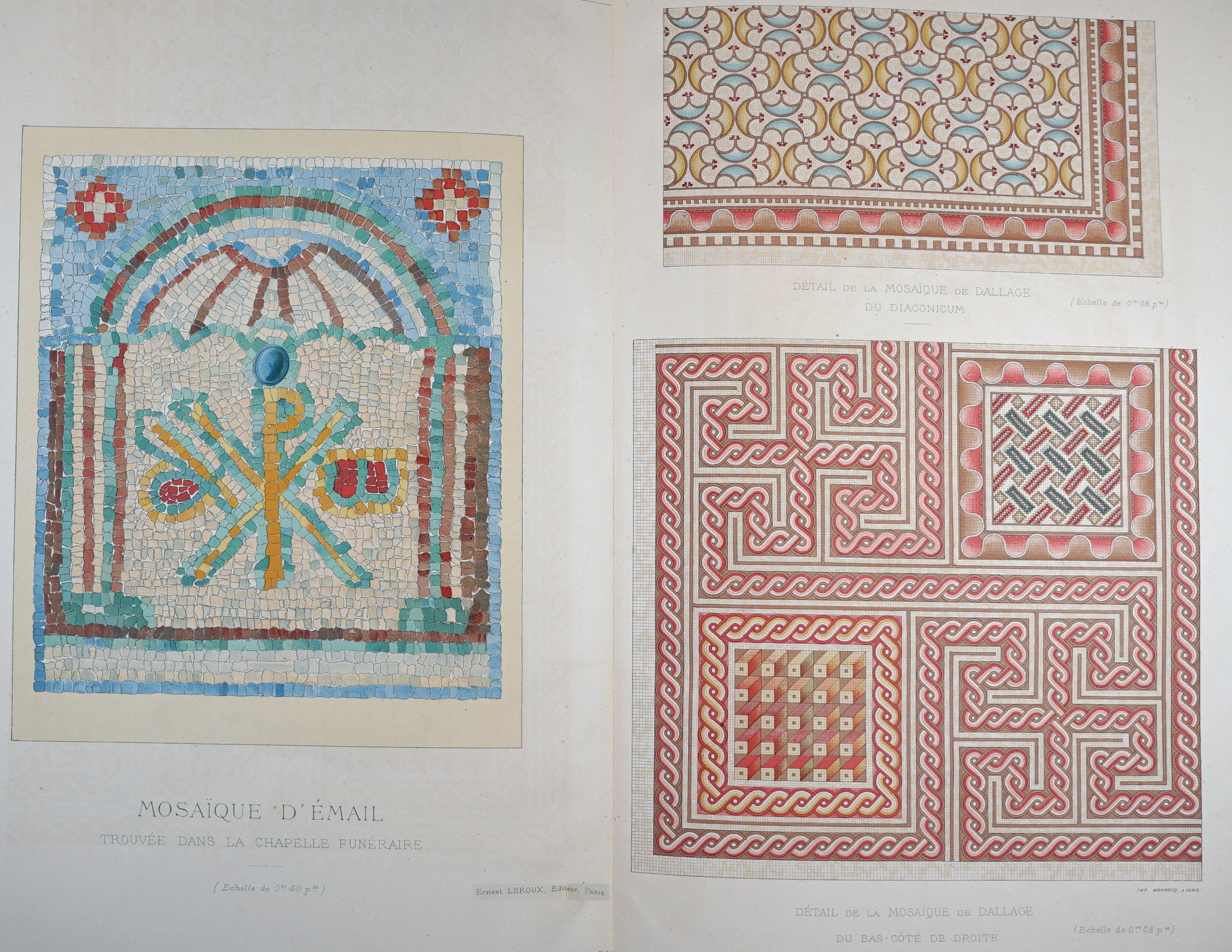
Mosaïques.
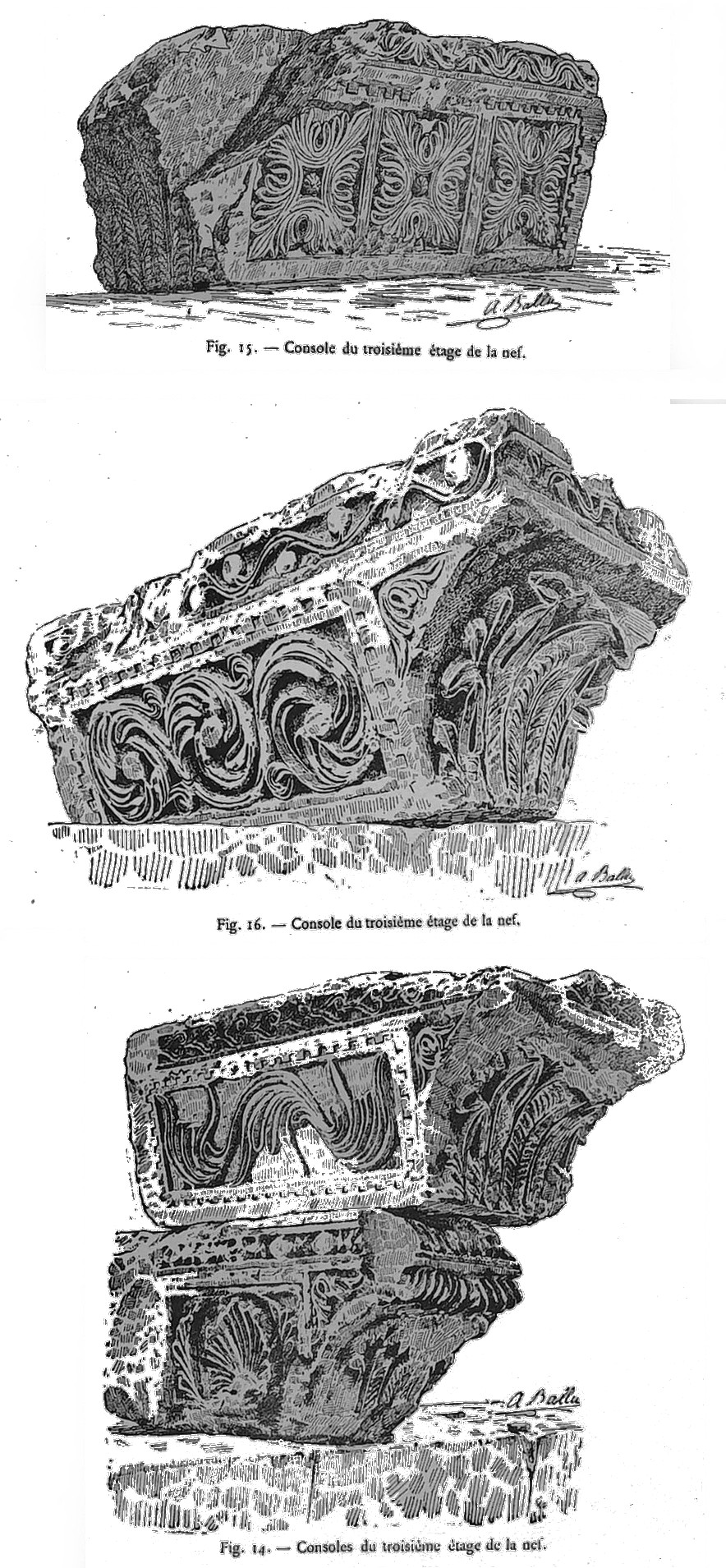
Consoles.
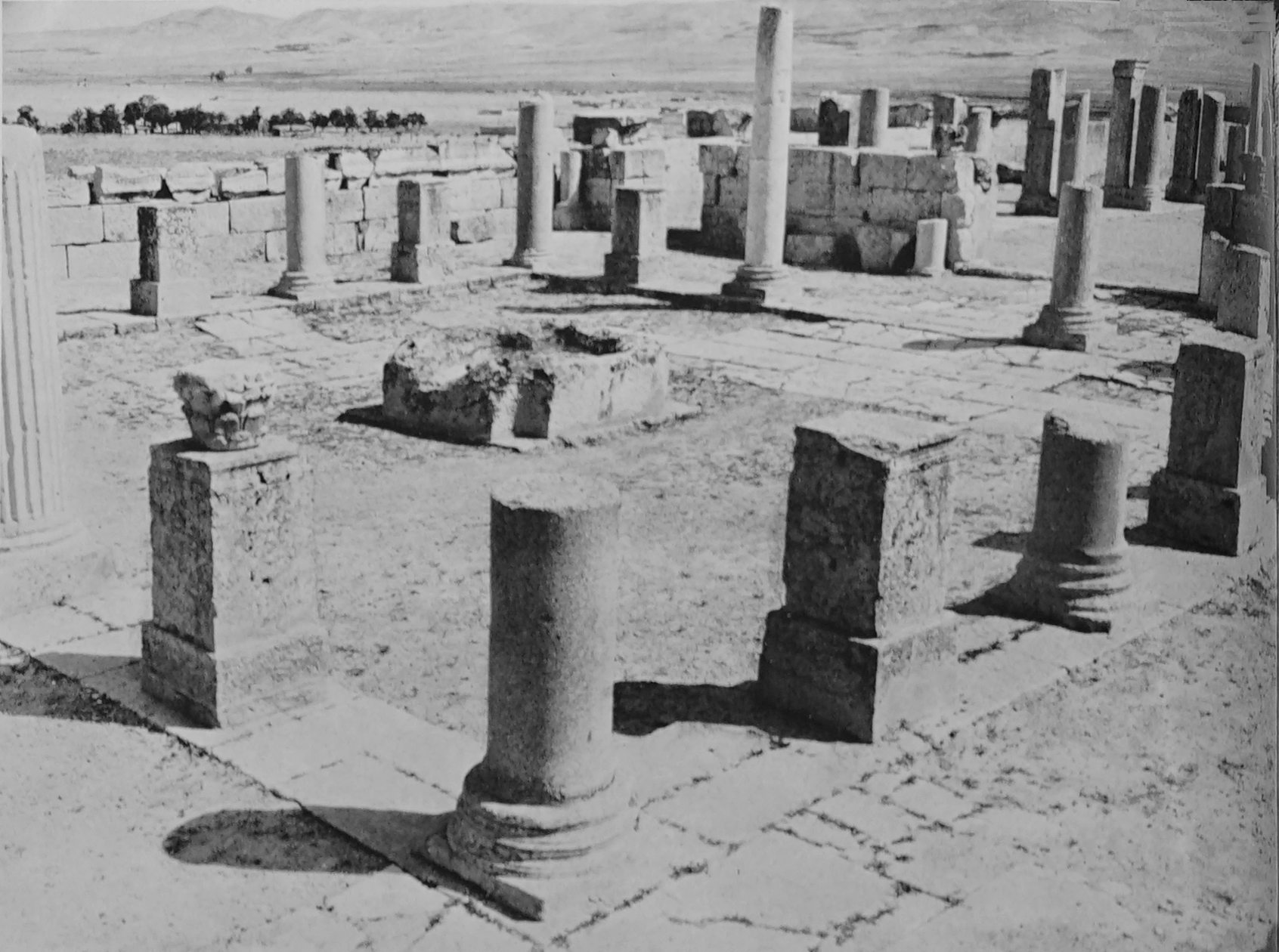
Atrium.

## Galerie d'images

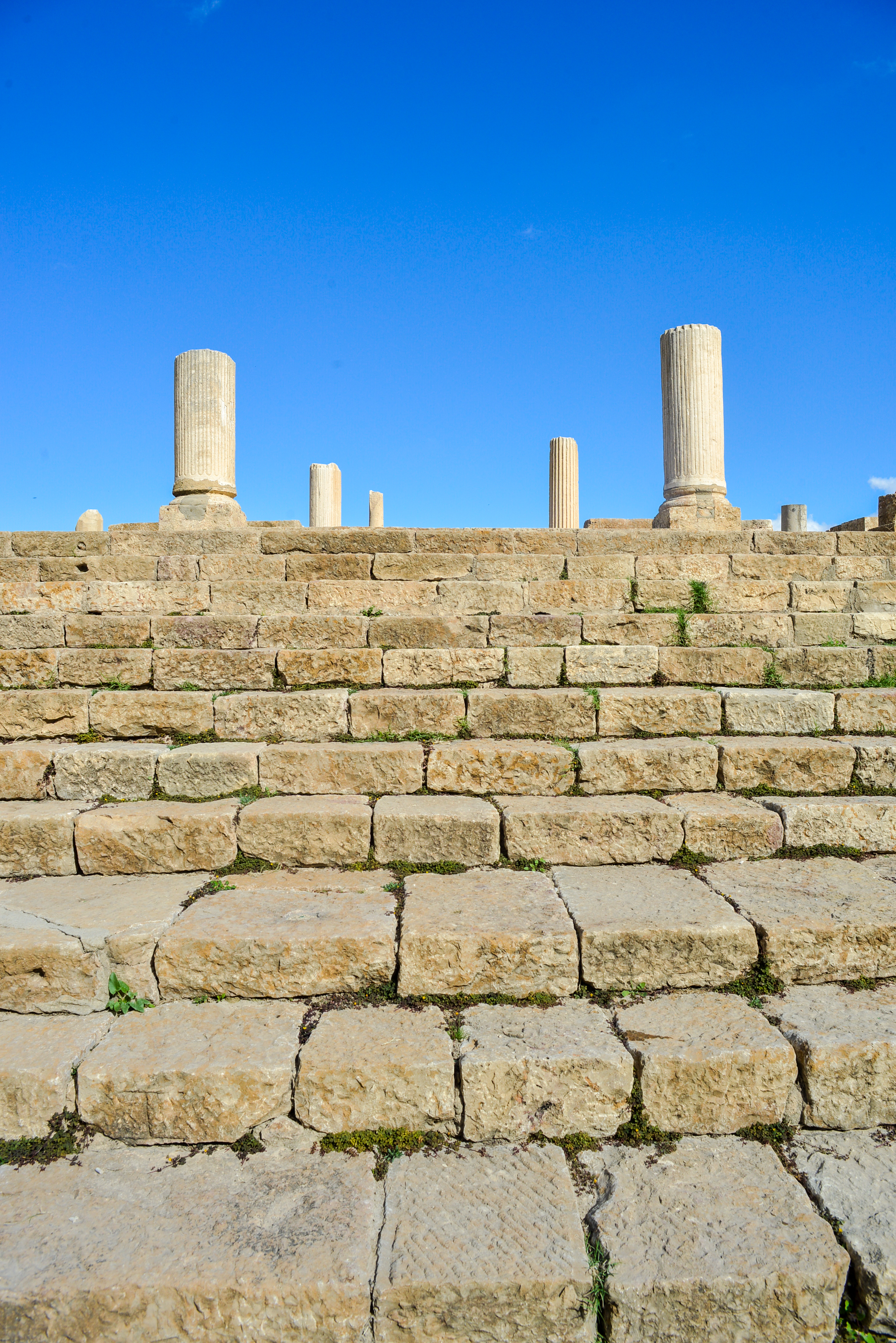
L'escalier vers l'église.
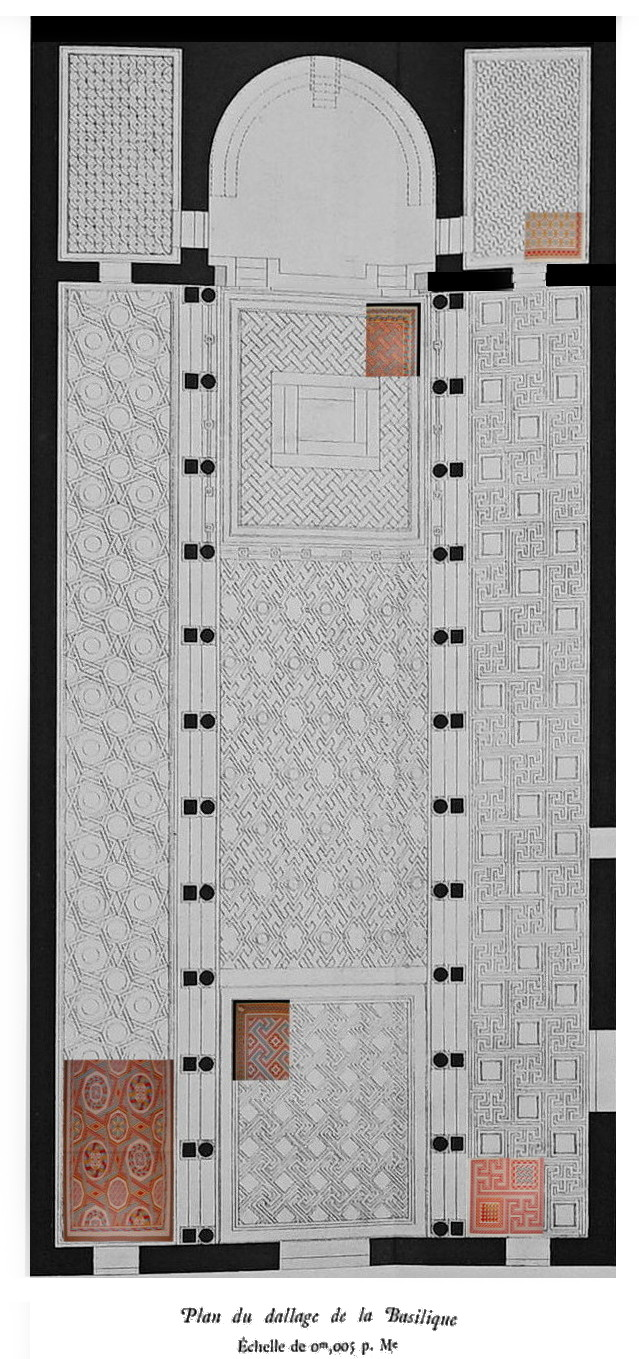
Ses mosaïques.
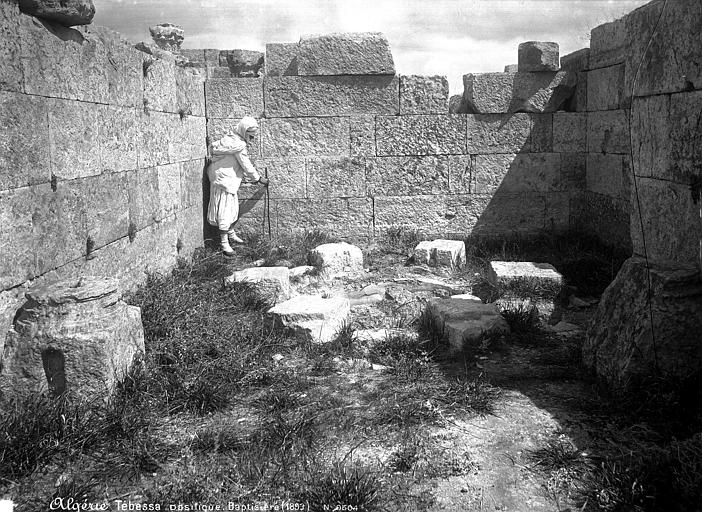
Baptistère.
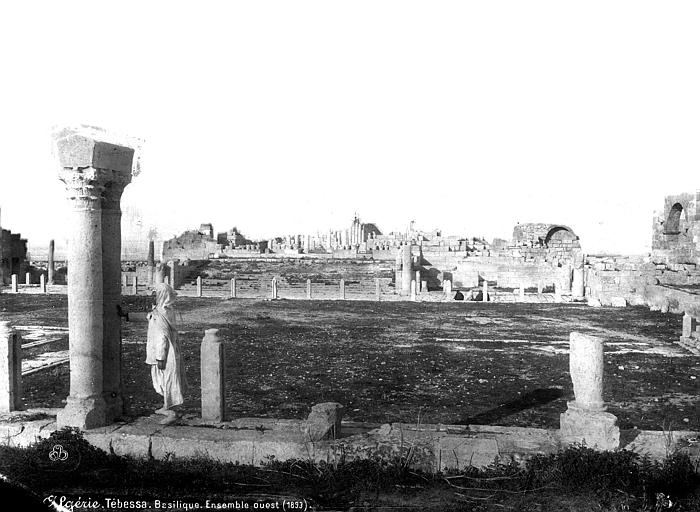
Vue depuis les jardins vers le porche occidental de l'église par Séraphin-Médéric Mieusement en 1893.

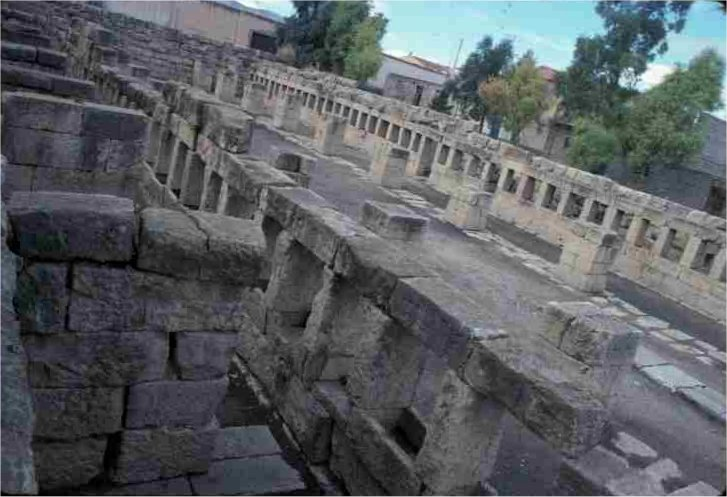
Les écuries.
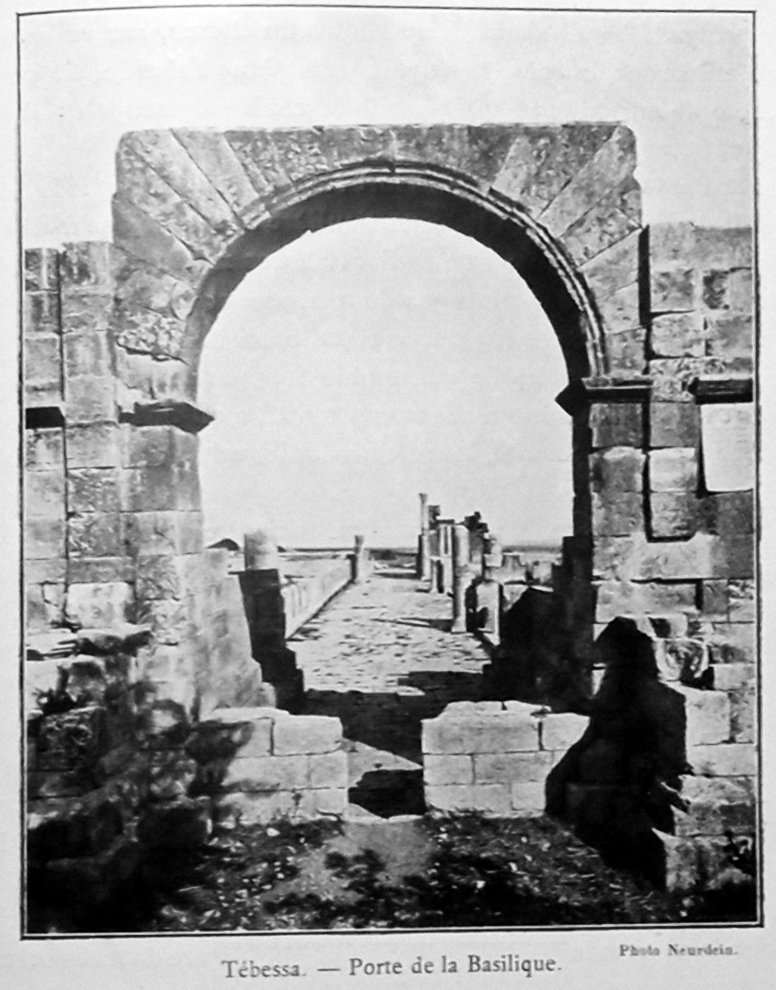
Porte sur rue de la basilique.
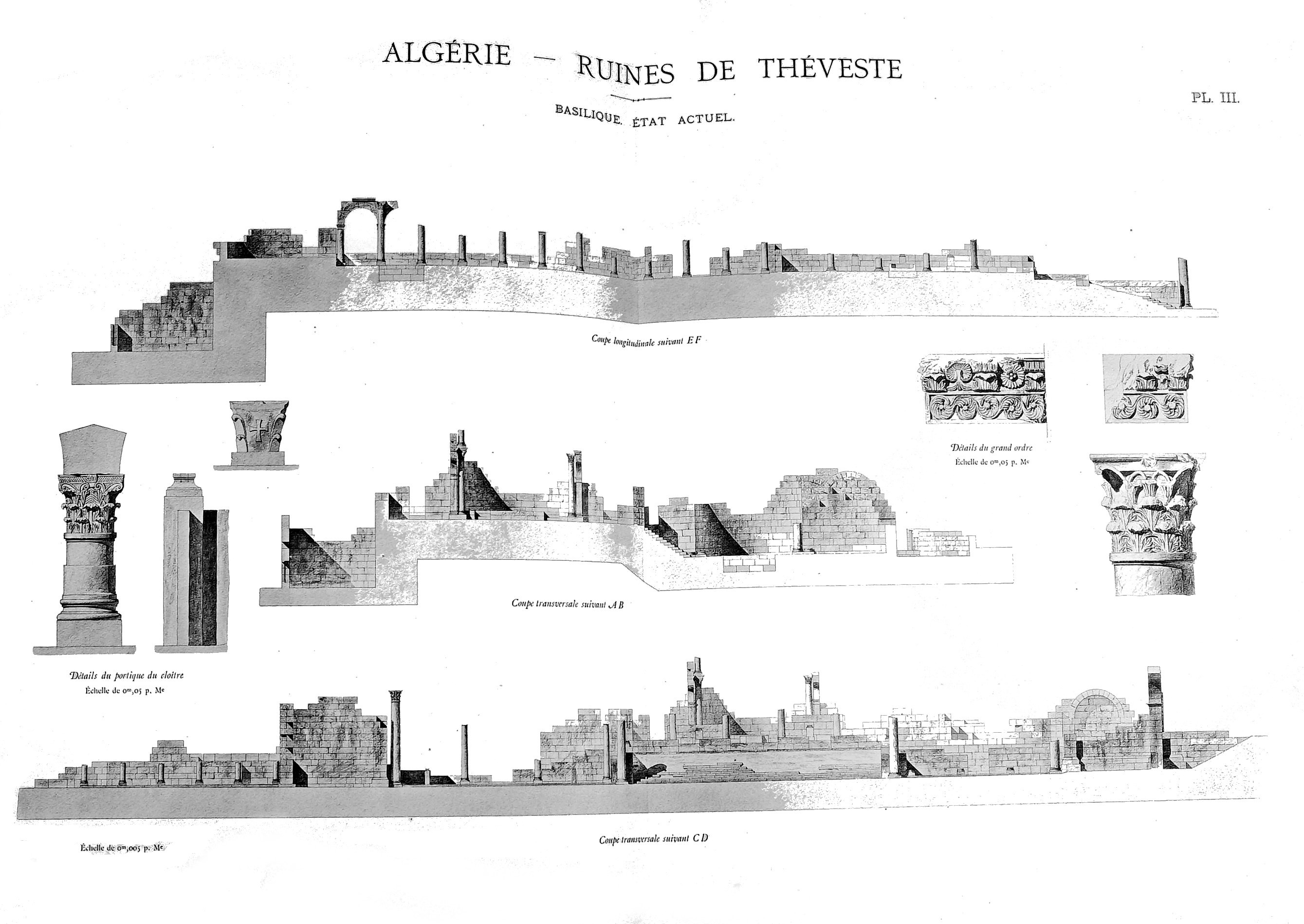
En coupe et chapiteaux.
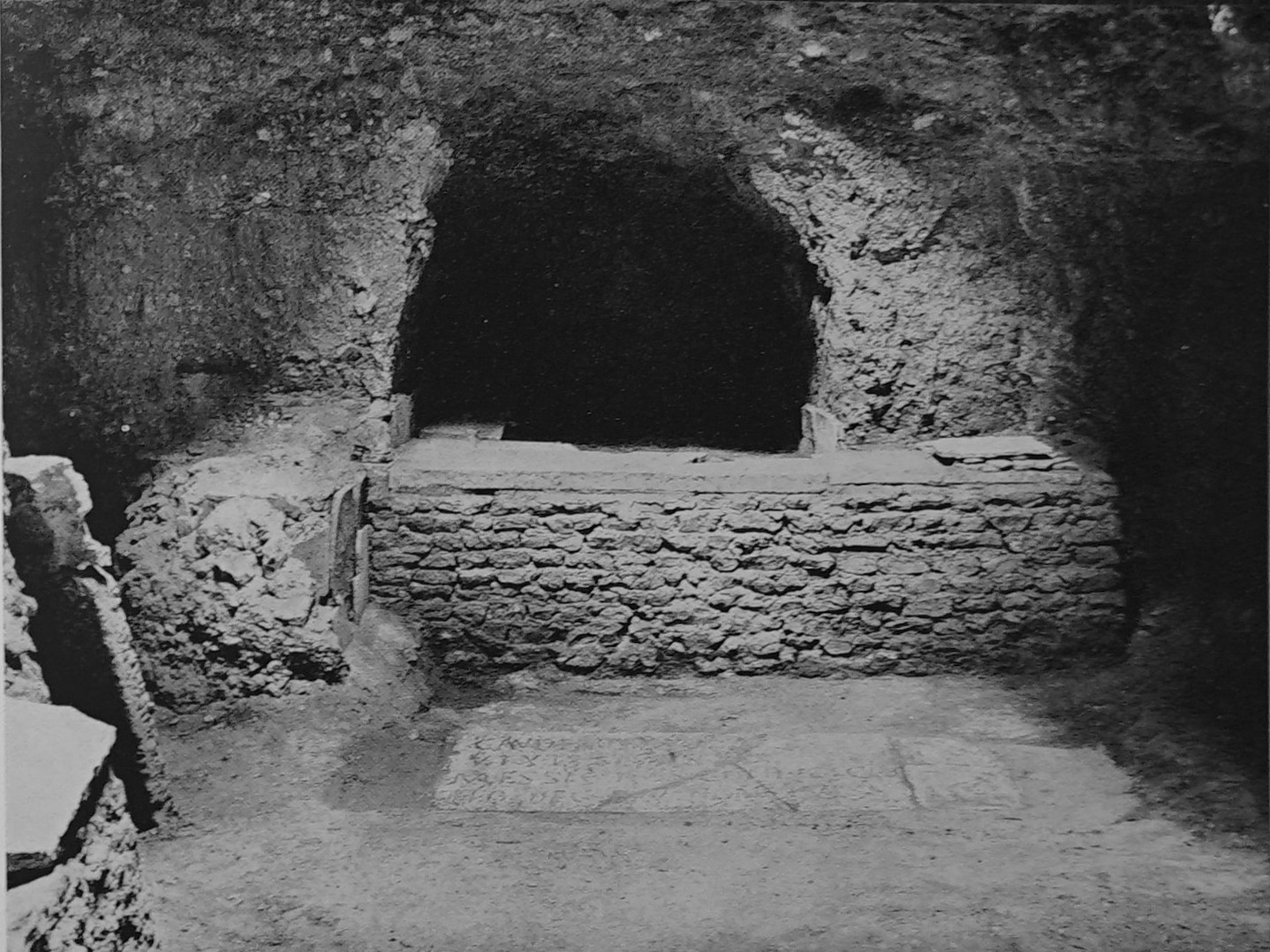
Tombe Gaudentia.